# Haas VF-20
De Haas VF-20 is een Formule 1-auto die gebruikt is door het Formule 1-team van Haas in het seizoen 2020. De auto is de opvolger van de Haas VF-19. De VF-20 rijdt met een motor van Ferrari. In het seizoen 2021 wordt het zelfde chassis gebruikt met aanduiding Haas VF-21.

## Onthulling
Op 6 februari 2020 plaatste Haas foto's van de nieuwe bolide op het internet, waarop de auto weer in de originele Haas-kleurstelling te zien was. Op 17 februari reed het team een zogenoemde 'shakedown' op het Circuit de Barcelona-Catalunya. Deze dag werd onder andere gebruikt voor het maken van foto- en video-opnames.
De officiële presentatie vond 's ochtends 19 februari plaats op het circuit van Barcelona, waar later deze dag de wintertests plaatsvonden. De auto werd in seizoen 2020 gereden door de Fransman Romain Grosjean die zijn vijfde seizoen bij het team reed en de Deen Kevin Magnussen die zijn vierde seizoen bij Haas inging.
Op 22 oktober werd bekend gemaakt dat beide coureurs het team gingen verlaten aan het einde van het seizoen.

## Resultaten
| Kleur  | Resultaat                              |
| ------ | -------------------------------------- |
| Goud   | Winnaar                                |
| Zilver | Tweede plaats                          |
| Brons  | Derde plaats                           |
| Groen  | Gefinisht (punten behaald)             |
| Blauw  | Gefinisht (geen punten behaald)        |
| Blauw  | Niet geklasseerd (NC)                  |
| Paars  | Uitgevallen (DNF)                      |
| Rood   | Niet gekwalificeerd (DNQ)              |
| Zwart  | Gediskwalificeerd (DSQ)                |
| Wit    | Niet gestart (DNS)                     |
| Blanco | Gewond (INJ)                           |
| Blanco | Uitgesloten (EX)                       |
| Blanco | Teruggetrokken (WD) / Niet deelgenomen |
| P      | Poleposition                           |
| S      | Snelste ronde                          |

| Jaar | Chassis    | Motor       | Banden | Coureurs          | 1   | 2   | 3   | 4   | 5   | 6   | 7   | 8   | 9   | 10  | 11  | 12  | 13  | 14  | 15  | 16  | 17  | Punten | WK-stand |
| ---- | ---------- | ----------- | ------ | ----------------- | --- | --- | --- | --- | --- | --- | --- | --- | --- | --- | --- | --- | --- | --- | --- | --- | --- | ------ | -------- |
| 2020 | Haas VF-20 | Ferrari 065 | P      |                   | OOS | STI | HON | GBR | 70J | SPA | BEL | ITA | TOS | RUS | EIF | POR | EMI | TUR | BHR | SAK | ABU | 3      | 9        |
| 2020 | Haas VF-20 | Ferrari 065 | P      | Romain Grosjean   | DNF | 13  | 16  | 16  | 16  | 19  | 15  | 12  | 12  | 17  | 9   | 17  | 14  | DNF | DNF | *   | *   | 3      | 9        |
| 2020 | Haas VF-20 | Ferrari 065 | P      | Kevin Magnussen   | DNF | 12  | 10  | DNF | DNF | 15  | 17  | DNF | DNF | 12  | 13  | 16  | DNF | DNF | 16  | 15  | 18  | 3      | 9        |
| 2020 | Haas VF-20 | Ferrari 065 | P      | Pietro Fittipaldi |     |     |     |     |     |     |     |     |     |     |     |     |     |     |     | 17  | 19  | 3      | 9        |
| Jaar | Chassis    | Motor       | Banden | Coureurs          | 1   | 2   | 3   | 4   | 5   | 6   | 7   | 8   | 9   | 10  | 11  | 12  | 13  | 14  | 15  | 16  | 17  | Punten | WK-stand |

*Grosjean had een zware crash tijdens de Grand Prix van Bahrein, waardoor hij niet kon meedoen in de laatste twee rondes. Pietro Fittipaldi was zijn vervanger.
Alfa Romeo C39 ·
AlphaTauri AT01 ·
Ferrari SF1000 ·
Haas VF-20 ·
McLaren MCL35 ·
Mercedes-AMG F1 W11 EQ Performance ·
Racing Point RP20 ·
Red Bull RB16 ·
Renault R.S.20 ·
Williams FW43